# Épître de Jérémie
L’épître de Jérémie est la copie de la lettre qu'envoya Jérémie aux captifs qui allaient être emmenés à Babylone par le roi des Babyloniens, pour leur annoncer ce que Dieu avait commandé de leur dire.
Cette lettre ne figure pas au canon des écritures hébraïques.
Elle figure comme un livre indépendant dans la Septante. 
Elle constitue le 6e chapitre du livre de Baruch dans la vulgate et figure dans le canon catholique.

### Article lié
- Livre de Jérémie